# Grattacieli di Auckland
La seguente è una lista dei più alti edifici della città di Auckland, principale centro della Nuova Zelanda, ordinati per l'altezza. Attualmente esistono 39 edifici che superano i 70 metri d'altezza e che vengono pertanto classificati come grattacieli. L'edificio attualmente più alto della città, la Torre PwC, raggiunge i 180 metri d'altezza e conta 39 piani.

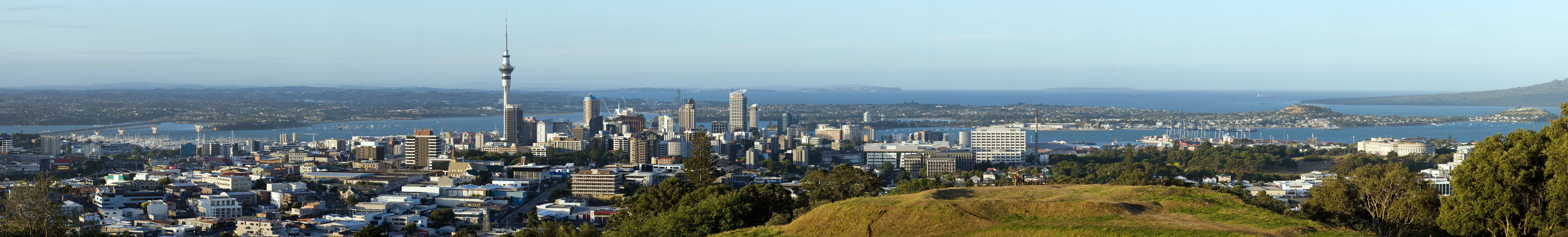
Panorama urbano di Auckland

## Classifica
| Pos. | Nome                            | Immagine | Altezza (m) | Piani | Anno | Note   |
| ---- | ------------------------------- | -------- | ----------- | ----- | ---- | ------ |
| –    | Sky Tower                       |          | 328         |       | 1997 |        |
| 1    | Torre PwC                       |          | 180         | 39    | 2020 |        |
| 2    | The Pacifica                    |          | 178         | 57    | 2020 | [ 1 ]  |
| 3    | Vero Centre                     |          | 170         | 38    | 2000 | [ 2 ]  |
| 4    | Metropolis                      |          | 155         | 39    | 1999 | [ 3 ]  |
| 5    | ANZ Centre                      |          | 143         | 35    | 1991 | [ 4 ]  |
| 6    | Torre HSBC                      |          | 142         | 29    | 2002 | [ 5 ]  |
| 7    | Harbour City                    |          | 130         | 37    | 2006 | [ 6 ]  |
| 8    | Lumley Centre                   |          | 125         | 29    | 2005 | [ 7 ]  |
| 9    | Grattacielo Sentinel            |          | 120         | 29    | 2007 | [ 8 ]  |
| 10   | Quay West                       |          | 117         | 20    | 1997 | [ 9 ]  |
| 11   | Torre del Consiglio di Auckland |          | 116         | 29    | 1991 | [ 10 ] |
| 12   | Appartamenti Precinct           |          | 115         | 33    | 2003 | [ 11 ] |
| 13   | Crowne Plaza                    |          | 110         | 29    | 1990 | [ 12 ] |
| 14   | Residenze del Parco             |          | 109         | 29    | 2017 | [ 13 ] |
| 15   | Centro QBE                      |          | 106         | 28    | 1982 | [ 14 ] |
| 16   | Torre SAP                       |          | 104         | 29    | 1988 | [ 15 ] |
| 17   | Deloitte Centre                 |          | 100         | 23    | 2009 | [ 16 ] |
| 18   | Phillips Fox Tower              |          | 92          | 23    | 1987 | [ 17 ] |
| 19   | Crombie Lockwood Tower          |          | 92          | 24    | 1986 | [ 18 ] |
| 20   | CityLife Auckland               |          | 90          | 26    | 1998 | [ 19 ] |
| 21   | City Gardens                    |          | 90          | 28    | 2004 | [ 20 ] |
| 22   | Stamford Plaza Auckland         |          | 88          | 20    | 1983 | [ 21 ] |
| 23   | Torre AMP                       |          | 87          | 22    | 1980 | [ 22 ] |
| 24   | Huawei Centre                   |          | 85          | 26    | 1990 | [ 23 ] |
| 25   | Torre Gen-i                     |          | 85          | 22    | 2000 | [ 24 ] |
| 26   | Edificio HSBC                   |          | 81          | 20    | 1973 | [ 25 ] |
| 27   | Residenze Victoria              |          | 80          | 26    | 2018 |        |
| 28   | Edificio AIG                    |          | 80          | 20    | 1995 | [ 26 ] |
| 29   | Torre Arthur Andersen           |          | 77          | 17    | 1988 | [ 27 ] |
| 30   | SkyCity Grand Hotel             |          | 75          | 24    | 2004 | [ 28 ] |
| 31   | Appartamenti Altitude           |          | 75          | 22    | 2004 | [ 29 ] |
| 32   | The Telco Building              |          | 75          | 18    | 2000 | [ 30 ] |
| 33   | West Plaza                      |          | 74          | 18    | 1974 | [ 31 ] |
| 34   | Edificio Civico                 |          | 71          | 20    | 1966 | [ 32 ] |
| 35   | The Quadrant Hotel              |          | 70          | 24    | 2006 | [ 33 ] |
| 36   | The Wiltshire On Victoria       |          | 70          | 21    | 2006 | [ 34 ] |
| 37   | UniLodge su Anzac               |          | 70          | 19    | 2002 | [ 35 ] |
| 38   | CityZone                        |          | 70          | 20    | 2004 | [ 36 ] |
| 39   | Zurich House                    |          | 70          | 17    | 2009 |        |